# 小山朋昭
小山 朋昭（こやま ともあき、1971年10月4日 - ）は、東京都出身の男性フィギュアスケート選手で現在はコーチ兼解説者。1992年アルベールビルオリンピックペア日本代表。元パートナーは井上怜奈。日本大学卒。

## 経歴
- 1985年、1989年全日本フィギュアスケートジュニア選手権男子シングル優勝。
- 1987年以降は男子シングルと並行し井上怜奈とペアを組み、ペア選手としても活動。
- 1987年、1989年全日本フィギュアスケートジュニア選手権ペア優勝。
- 1991年と1992年全日本フィギュアスケート選手権ペア優勝。
- 1991年、世界フィギュアスケート選手権にペアで出場し、15位。
- 1992年、アルベールビルオリンピックにペアで出場し、14位。
- 現在は、コーチ兼解説者としても活動。
- シングルのISUテクニカル・スペシャリスト（国際スケート連盟認定の技術審判員）としても活躍していた[1][2]。

## 主な戦績
| 大会/年      | 1990-1991 | 1991-1992 |
| ------------ | --------- | --------- |
| オリンピック |           | 14        |
| 世界選手権   | 15        |           |
| 全日本選手権 | 1         | 1         |

戦績は井上怜奈とのペア時。